# Grigorij Michajlovič Kozincev
Grigorij Michajlovič Kozincev (in russo Григорий Михайлович Козинцев?; Kiev, 22 marzo 1905 – Leningrado, 11 maggio 1973) è stato un regista cinematografico e regista teatrale sovietico, tra i maggiori dell'epoca dell'Unione Sovietica.

## Biografia
Grigorij Michajlovič Kozincev nasce il 22 marzo 1905 a Kiev, allora nell'Impero russo. Il padre, Michail Kozincev, è un medico. Tra il 1919 e il 1920 studia alla Scuola d'arte di Kiev con Aleksandra Ekster. Nel 1920 si trasferisce a Pietrogrado, dove per due anni studia all'Accademia di Belle Arti. L'anno seguente fonda con Sergej Jutkevič e Leonid Trauberg la Fabbrica dell'Attore Eccentrico (FEKS). Influenzato da Vsevolod Mejerchol'd e Vladimir Majakovskij, il gruppo contamina il teatro con il cinema popolare americano, il circo, il cabaret, con un intento volutamente provocatorio.  Tra i collaboratori del gruppo ci sono anche il giovane attore e regista Sergej Gerasimov e il compositore Dmitri Šostakovič.
Nel 1924 Kozincev e Trauberg cominciano a lavorare per gli studi SevZapKino (poi diventati gli studi della Lenfilm), dove applicano al cinema i principi della FEKS con la commedia Le avventure di Ottobrina (1924). Il successivo Il cappotto (1926), accolto con riserve dalla critica dell'epoca, mostra le influenze dell'Espressionismo tedesco. Gli interessi sperimentali dei due registi si coniugano con il realismo storico e l'impegno ideologico nel loro film maggiore, La nuova Babilonia (1929), una celebrazione della Comune di Parigi vista con gli occhi di un gruppo di lavoratrici. Il film, influenzato dalle teorie sul montaggio di Sergej Ėjzenštejn, inaugura la collaborazione con Šostakovič, che continuerà occasionalmente lungo tutta la carriera di Kozincev.
Con l'affermazione dei canoni del realismo socialista, che va di pari passo con una critica sempre più intransigente alle avanguardie artistiche nei primi anni dello stalinismo, Kozincev e Trauberg abbandonano la ricerca sperimentale a favore di una rappresentazione più naturalistica. La celebre "trilogia di Maksim" (La giovinezza di Maksim, 1935, Il ritorno di Maksim, 1937, e La zona di Vyborg, 1939, con Boris Čirkov) offre, in questo senso, l'esempio paradigmatico di eroe popolare, idealizzato ma realistico, presentato come un modello esemplare secondo i principi ideologici codificati dal partito. Il grande successo popolare dei tre film li eleverà a modelli per un'intera generazione di cineasti, almeno fino alla destalinizzazione e al cinema del disgelo. Nonostante l'abbandono degli sperimentalismi formali da parte dei registi, la Trilogia ha numerosi punti di contatto con le teorie della FEKS, a partire dal rifiuto della profondità psicologica.
Nel 1941 Kozincev collabora con Boris Pasternak per una memorabile messa in scena dell'Amleto shakespeariano, che a causa della guerra potrà essere realizzata solo nel 1954. Proprio la Seconda guerra mondiale interrompe definitivamente l'evoluzione formale della coppia di registi. Dopo la guerra realizzeranno un solo altro lungometraggio, Gente semplice, che sarà bloccato dalla censura fino al 1958. Negli anni quaranta il solo Kozincev si dedica all'insegnamento al VGIK, dove lavorerà fino al 1964, e gira illustrazioni storiche formalmente rigorose ma meno personali, come Pirogov (1947) e Belinskij (1950). È solo a partire dalla metà degli anni cinquanta, con la destalinizzazione e l'abbandono dei principi del realismo socialista, che Kozincev può dedicarsi ai progetti che gli daranno notorietà internazionale: Don Chisciotte (1957) e soprattutto, sulla scorta della precedente messa in scena teatrale, una celebre versione di Amleto (1964) che si avvale nuovamente delle musiche di Šostakovič. Il suo ultimo film, un Re Lear (1971) girato nei paesi baltici, è la rigorosa summa di tutto il suo cinema.
Muore a Leningrado l'11 maggio 1973.

## Filmografia
Tutti i film fino a Gente semplice sono co-diretti da Leonid Trauberg.
- 1924 - Le avventure di Ottobrina (Похождения Октябрины, perduto)
- 1925 - Miški contro Judenič (Мишки против Юденича, perduto)
- 1926 - La grande ruota (Чёртово колесо)
- 1926 - Il cappotto (Шинель)
- 1927 - S.V.D. (С.В.Д.)
- 1927 - Fratellino (Братишка, perduto)
- 1929 - La nuova Babilonia (Новый Вавилон)
- 1931 - Sola (Одна)
- 1934 - La giovinezza di Massimo (Юность Максима)
- 1937 - Il ritorno di Massimo (Возвращение Максима)
- 1939 - Il quartiere di Vyborg (Выборгская сторона)
- 1943 - Il giovane Fritz (Юный Фриц, perduto)
- 1946 - Gente semplice (Простые люди)
- 1947 - Pirogov (Пирогов)
- 1953 - Belinskij (Белинский)
- 1957 - Don Chisciotte (Дон Кихот)
- 1964 - Amleto (Гамлет)
- 1971 - Re Lear (Король Лир)